# Ruś (Stawiguda)
Ruś (deutsch Reußen) ist ein Dorf in der Gmina Stawiguda (Landgemeinde Stabigotten). Es liegt im Powiat Olsztyński (Kreis Allenstein) in der Woiwodschaft Ermland-Masuren im Nordosten Polens.

## Geographie

### Geographische Lage
Ruś liegt im Westen der Masurischen Seenplatte, die dem Baltischen Höhenrücken gehört. Charakteristisch für die Gegend sind zahlreiche Seen, Flüsse, sowie Nadel- und Mischwälder. Durch Ruś fließt die Alle (polnisch Łyna).
Die Entfernung nach Barczewo (Wartenburg) beträgt 27, nach Olsztyn-Zentrum (Allenstein)elf, nach Olsztynek (Hohenstein) 24 und nach Stawiguda zwölf Kilometer.

### Geologie
Die Landschaft ist durch den Eisschild gestaltet worden und ist eine postglaziale, hügelige, bewaldete  Grundmoräne mit vielen Rinnen-, Binnenseen und Flüssen.

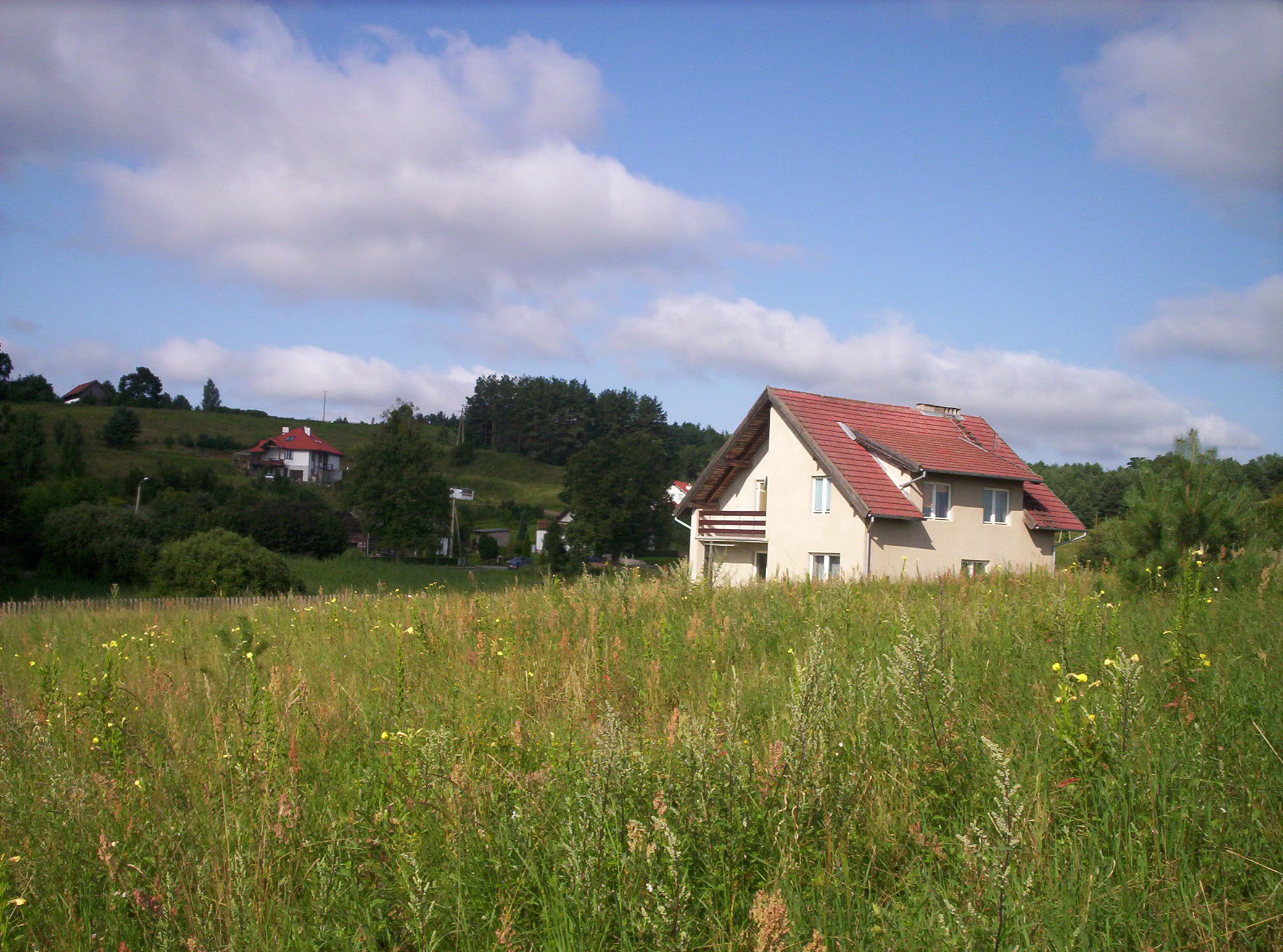
Blick auf Ruś

## Geschichte

### Ortsgeschichte
Ursprünglich lebten hier die heidnischen Prußen. Seit 1243 war das Bistum Ermland ein Teil des Deutschordenslandes. Die Gründung des Dorfes erfolgte am 26. Januar 1374.
Nach dem Zweiten Frieden von Thorn im Jahr 1466 wurde Ermland als autonomes Fürstbistum Ermland der Krone Polens unterordnet. Mit der ersten Teilung Polens im Jahr 1772 wurde Ermland ein Teil des Königreichs Preußen und später der  Provinz Ostpreußen.
Reußen gehörte von 1818 bis 1945 dem Landkreis Allenstein an. Im Mai 1874 ist hier der Amtsbezirk Kellaren  (polnisch Kielary, nicht mehr existent) mit der Landgemeinde Reußen gebildet worden. Bei der Volksabstimmung am 11. Juli 1920 wurden 387 Stimmen für Ostpreußen und 37 für Polen abgegeben.
Am 17. Oktober 1928 vergrößerte sich die Landgemeinde Reußen durch Eingliederung von Nachbarorten: der Gutsbezirk Kellaren (ohne das Etablissement Kolpacken (1938 bis 1945 Kleinpuppen, polnisch Kołpaki), das zu Leynau (polnisch Linowo) kam) und die Landgemeinde Zasdrosz (1935 bis 1945 Neidhof, polnisch Zazdrość).
Nach dem 20. Januar 1945 wurde Reußen von der Roten Armee eingenommen. Nach Kriegsende kam das Dorf zur Volksrepublik Polen und heißt Ruś.

### Einwohnerentwicklung
- 1817: 094
- 1846: 230
- 1871: 562
- 1895: 690
- 1925: 768
- 1939: 870
- 2011: 440
- 2012: 456[4]

## Kirche

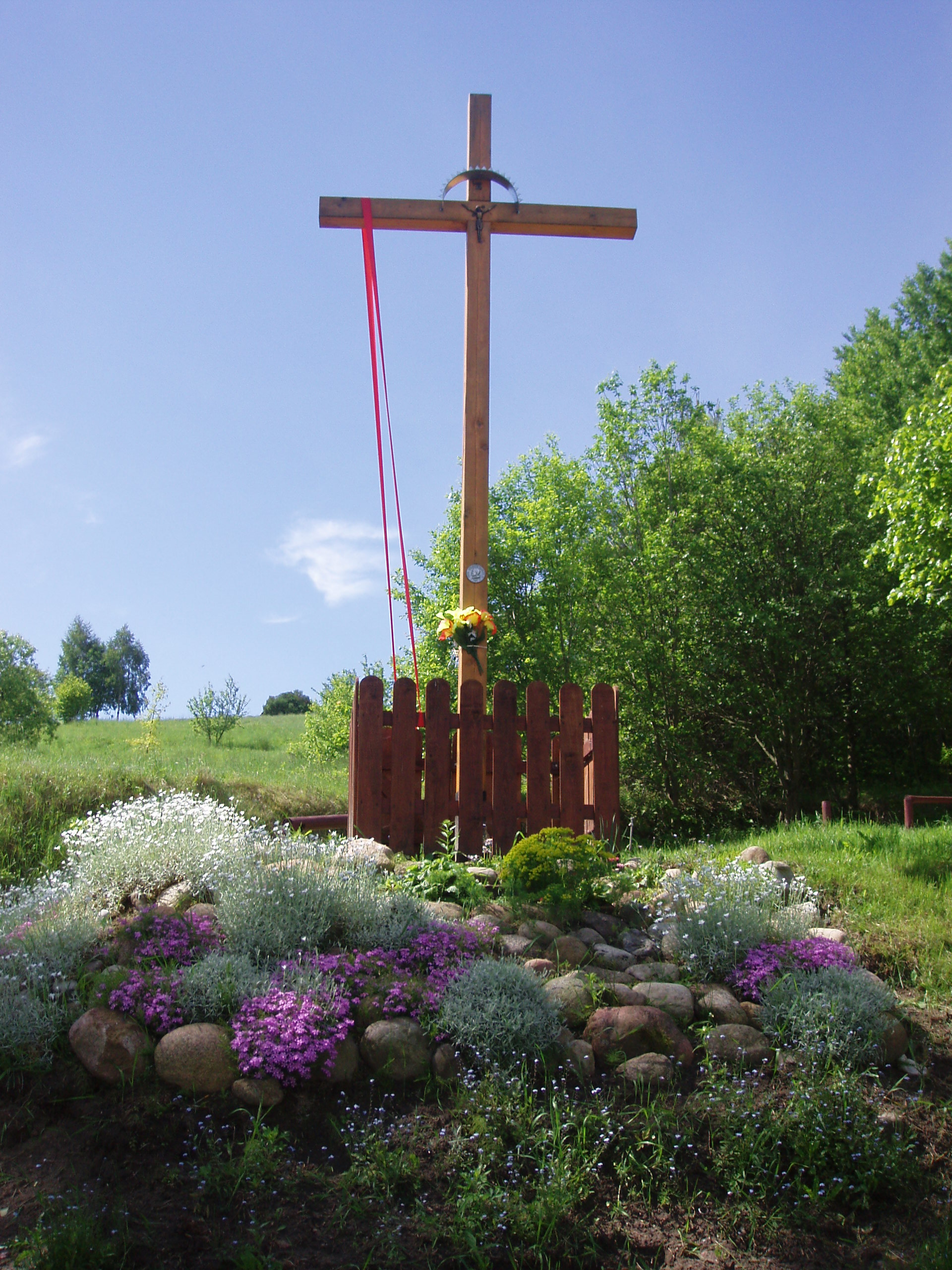
Wegekreuz in Ruś

Bis 1945 war Reußen in die evangelische Kirche Allenstein in der Kirchenprovinz Ostpreußen der Kirche der Altpreußischen Union, außerdem in die römisch-katholische Kirche Groß Bertung (1928 bis 1945 Bertung, polnisch Bartąg) im damaligen Bistum Ermland eingepfarrt.
Heute gehört Ruś katholischerseits immer noch zu Bartąg, das jetzt dem Erzbistum Ermland zugeordnet ist, evangelischerseits auch immer noch zur Kirche Olsztyn in der Diözese Masuren der Evangelisch-Augsburgischen Kirche in Polen.

## Verkehr
Ruś liegt am Endpunkt zweier Nebenstraßen, die den Ort mit zwei Woiwodschaftsstraßen verbinden: die Woiwodschaftsstraße 527 (einstmals Teilstück der polnischen Landesstraße 51 (frühere deutsche Reichsstraße 130)) bei Bartąg (Groß Bertung, 1928 bis 1945 Bertung) und die Woiwodschaftsstraße 598 bei Zazdrość (Zasdrosz, 1935 bis 1945 Neidhof)
Bartąg ist auch die nächste Bahnstation. Sie liegt an der PKP-Linie 216: Działdowo–Olsztyn (deutsch Soldau–Allenstein).

## Literarischer Schauplatz
Petra Reski, deren Vater in Reußen geboren wurde, reiste mehrmals nach Ruś und beschrieb es in dem Buch Ein Land so weit – Ostpreussische Erinnerungen.